# Рататоск
Ратато́ск (ісл. Ratatoskur, норв. Ratatosk, нім. Ratatöskr) — міфічна тварина, що за давньогерманськими віруваннями живе на Іггдрасіллі (світовому дереві життя).

## Етимологія
Слово Рататоск має два елементи — rati («мандрівник; той, що рухається») та tosk (в перекладі «ікло; зуб»); rattus — також назва пацюків (зокрема, пацюка мандрівного, Rattus norvegicus). Можливе трактування всієї назви як «щур, що гризе», оскільки цей персонаж пов'язують з циклом знищення та відбудови на Іґґдрасилі.
- докладніше див.: en: Ratatoskr

## Рататоск як персонаж
Функція Рататоска полягала у передачі слів дракона Нідгьогга, що живе під світовим деревом, орлові, який сидить на верхівці цього дерева. Оскільки Іггдрасілль велетенський, то сварячись орел і дракон не чують один одного. Таким чином, Рататоск здійнює місію «поштаря». В дещо пізніших згадках говориться про те, що, бігаючи деревом, білка певною мірою забуває інформацію, тому подає її в перекрученому вигляді, тим самим посилюючи розбрат між орлом та драконом. Детально дана істота описана в давньоісландському збірнику саг «Старша Едда»:
Рататоск білка

жваво снує

по ясеню Іґґдрасілль;

всі промови орла

поспішає віднести вона

до Нідгьоґґа донизу.
— Старша Едда, Мова Ґрімніра

Загалом Рататоск вважається персонажем Межі зони Верху в системі еддичної просторової моделі світу, запропонованої Д. О. Королем.

## Галерея
|  |  |

## Рататоск в популярній культурі
- Білка Рататоск з'являється в романі «Американські боги» (англ. American Gods, 2001) англійського письменника Ніла Ґеймена.

- Рататоск фігурує у «Marvel Comics», де вперше з'явилася у 83 випуску 2-го тому коміксу «Thor» (англ. Thor (Vol. 2) #83, 2004).

- Рататоск є одним з головних героїв гри-казки «Tales of Symphonia: Dawn of the new world» 2008 року. Це дух старого гігантського дерева Харлан, зруйнованого війною Мани.

- Рататоск — ігровий персонаж у MOBA-грі «Smite» 2014 року.

- Рататоск з'являється у відеогрі «God of War» 2018 року, де у нього є здатність давати гравцеві лікувальні предмети.

- Рататоск також з'являється у відеогрі «Assassin's Creed Valhalla» 2020 року, де він змагається з гравцем у флайтінгу - поетичному поєдинку.